# Galilea Montijo
Martha Galilea Montijo Torres (Guadalajara, 5 de junho de 1973) é uma atriz e apresentadora mexicana.

## Biografia
Seu primeiro contacto coma televisão foi em 1993, quando ganhou o prêmio no concurso La chica TV.
Porém, só em 1996 ela estreou como atriz, na telenovela Azul. No mesmo ano, fez parte do elenco de Tú y yo. Mas foi três anos depois, em 1999 que ela se consagrou na novela Tres mujeres, que lhe valeu um TVyNovelas.
Em 2000 fez parte do elenco de El precio de tu amor. No ano seguinte, apresentou o programa Vida TV.
Em 2004 foi vencedora do reality show Big Brother VIP.
Em 2006 interpretou sua primeira e única protagonista, na novela La verdad oculta, e atuou ao lado de Alejandra Barros, Gabriel Soto e Eduardo Yáñez.

## Vida pessoal
Durante vários anos, manteve um relacionamento com o Cuauhtémoc Blanco. A relação terminou pelas supostas infidelidades do futebolista com Rossana Nájera.
A atriz também manteve uma relação com o cirurgião plástico Jorge Krasovsky. A relação terminou em 2011, sem nenhum motivo aparente.
Em 6 de agosto de 2011 se casou com o empresário Fernando Reina. Em 23 de março de 2012, deu à luz seu primeiro filho, Mateo.

## Carreira

### Novelas
- Hasta que el dinero nos separe (2010) como Ela mesma (capítulo especial).
- La verdad oculta (2006) como Gabriela Guillén de Genovés / Martha Saldívar de Guzmán
- Amarte es mi pecado (2004) como Galilea.
- El precio de tu amor (2000) como Valeria Ríos.
- Tres mujeres (1999) - Maricruz Ruiz
- Tú y yo (1996) - Resignação
- Azul (1996) - Mara
- El premio mayor (1995) - Lilí

### Programas
- Me pongo de pie 2015. Condutora.
- Voy por Ti (2014) Condutora.
- Cásate conmigo, mi amor. (2013)- Valeria. Protagonista
- Hoy (2008- 2013) Condutora.
- Pequeños Gigantes 2 (2012) Condutora.
- El Gran Show de los Peques (2011) Condutora.
- Pequeños Gigantes (2011) Condutora.
- Hoy (1999-2000, 2008 - presente) Condutora.
- Hazme reír y serás millonario (2009) Participante, terceiro lugar.
- Cuánto quieres perder (2008) Condutora
- Buscando a Timbiriche: La Nueva Banda (2007) Condutora
- La Hora de la Papa (2007) Condutora
- Bailando por un sueño (2005) Participante, 4.º lugar.
- La escuelita VIP (2004) Como Galilea ( Recurrente)
- Hospital el paisa (2004)
- XHDRBZ (2004) (en la última transmisión) - como ela mesma
- Big Brother VIP (2002) Participante vencedora.
- Vida TV (2001-2006) Condutora.
- Fantástico Amor (1999)
- Salsa Galilea (1997-1999)
- La Chica TV (1993)

### Séries
- Mujeres asesinas (2009) como Lorena Garrido (Capítulo "Las Garrido, codiciosas"). Protagonista.
- Los simuladores (2009) como Ella misma (dois episódios).
- Los simuladores  (2008) Conductora.
- Cásate conmigo, mi amor (2011) Unicable Valeria Mejía